# Ranking Mundial FIBA
La Clasificación Mundial de la FIBA es una tabla que ordena todas las selecciones nacionales de baloncesto del mundo según sus actuaciones en campeonatos y partidos oficiales.

## Método
| Equipo #1 histórico |
| ------------------- |
|                     |

Para los puntajes se toma en cuenta:
- Participaciones en Torneos Internacionales: Se otorgan 5 puntos para los equipos participantes en Campeonatos Mundiales y Juegos Olímpicos, 1 punto para los participantes en el EuroBasket, 0.8 puntos para los participantes en el Campeonato FIBA Américas, 0.3 puntos para los participantes en el Campeonato FIBA Asia, 0.2 puntos para los participantes en el AfroBasket y 0.1 puntos para los participantes en el Campeonato FIBA Oceanía.
- Resultados de las competiciones internacionales: Se otorgan puntos dependiendo del desempeño de los países en los diferentes torneos internacionales. Así, se otorgan 50 puntos al ganador de la medalla de oro, 40 al ganador de la medalla de plata, 30 al ganador de la medalla de bronce, 15 al cuarto puesto, 14 al quinto, 13 al sexto, y así hasta llegar al puesto 18 a quien se le otorgará un punto. Los puntos son multiplicados por el coeficiente del torneo.
- La ordenación se calcula en el marco de un ciclo de 2 Juegos Olímpicos (incluyendo competiciones de clasificación a nivel de Zona FIBA). Se toman en cuenta 2 campeonatos mundiales, 2 torneos olímpicos, 4 torneos de FIBA Américas, 4 AfroBasket, 4 torneos de FIBA Asia, 4 EuroBasket y 4 torneos de FIBA Oceanía. Siempre que se juega un nuevo campeonato el campeonato más antiguo de esa categoría se retira y el ranking se vuelve a calcular.

## Clasificación
| Puesto | Equipo               | Puntos |
| ------ | -------------------- | ------ |
| 1      | Estados Unidos       | 840.1  |
| 2      | Serbia               | 761.1  |
| 3      | Alemania             | 757.3  |
| 4      | Francia              | 753.4  |
| 5      | España               | 745.7  |
| 6      | Canadá               | 744.9  |
| 7      | Australia            | 733.1  |
| 8      | Argentina            | 732.5  |
| 9      | Letonia              | 716.3  |
| 10     | Lituania             | 702.8  |
| 11     | Eslovenia            | 673.1  |
| 12     | Brasil               | 672.9  |
| 13     | Grecia               | 658.8  |
| 14     | Italia               | 638.6  |
| 15     | Puerto Rico          | 606.9  |
| 16     | Montenegro           | 596.6  |
| 17     | Polonia              | 582.0  |
| 18     | República Dominicana | 551.0  |
| 19     | República Checa      | 545.9  |
| 20     | Finlandia            | 538.6  |

| Puesto | Equipo          | Puntos |
| ------ | --------------- | ------ |
| 1      | Estados Unidos  | 888.2  |
| 2      | Australia       | 716.2  |
| 3      | Francia         | 715.5  |
| 4      | China           | 709.9  |
| 5      | España          | 702.2  |
| 6      | Bélgica         | 690.5  |
| 7      | Canadá          | 660.3  |
| 8      | Serbia          | 631.4  |
| 9      | Japón           | 614.5  |
| 10     | Brasil          | 590.2  |
| 11     | Nigeria         | 577.9  |
| 12     | Puerto Rico     | 532.7  |
| 13     | Alemania        | 503.8  |
| 14     | Corea del Sur   | 456.5  |
| 15     | Hungría         | 380.3  |
| 16     | Italia          | 374.8  |
| 17     | Turquía         | 338.6  |
| 18     | República Checa | 333.0  |
| 19     | Montenegro      | 330.6  |
| 20     | Gran Bretaña    | 325.9  |